# 12989 Chriseanderson
A 12989 Chriseanderson (ideiglenes jelöléssel (12989) 1981 EV9) a Naprendszer kisbolygóövében található aszteroida. Schelte J. Bus fedezte fel 1981. március 1-jén.

## Kapcsolódó szócikk
- Kisbolygók listája (12501–13000)